# فالنتين شتراسر
فالنتين شتراسر (بالإنجليزية: Valentine Strasser)‏ (و. 1967  م) هو سياسي سيراليوني، ولد في فريتاون.

## مناصب
تولى منصب رئيس سيراليون.

## التعليم
تعلم في جامعة ورك.